# Szwajcarscy arcymistrzowie szachowi
Lista szwajcarskich szachistów, posiadających tytuły arcymistrzów (GM) i arcymistrzyń (WGM), zarówno w grze klasycznej, korespondencyjnej, kompozycji szachowej, jak i w rozwiązywaniu zadań szachowych oraz tytuły arcymistrzów honorowych (HGM), przyznawanych za osiągnięcia w przeszłości. Obejmuje także zawodników, którzy barwy Szwajcarii reprezentowali tylko w pewnym okresie swojego życia.

## Szachy klasyczne

### arcymistrzowie
| Zawodnicy         | Rok urodzenia | Rok śmierci | Rok nadania | Uwagi                |
| ----------------- | ------------- | ----------- | ----------- | -------------------- |
| Sebastian Bogner  | 1991          |             | 2009        | wcześniej Niemcy     |
| Lucas Brunner     | 1967          |             | 1994        | wcześniej Niemcy     |
| Joseph Gallagher  | 1964          |             | 1991        | wcześniej angielskie |
| Wiktor Gawrikow   | 1957          | 2016        | 1984        | obecnie Litwa        |
| Florian Jenni     | 1980          |             | 2002        |                      |
| Wiktor Korcznoj   | 1931          | 2016        | 1956        | wcześniej Rosja      |
| Wadim Miłow       | 1972          |             | 1994        | wcześniej Rosja      |
| Ivan Nemet        | 1943          | 2007        | 1978        | wcześniej Serbia     |
| Yannick Pelletier | 1976          |             | 2000        |                      |

### arcymistrzynie
| Zawodniczki        | Rok urodzenia | Rok śmierci | Rok nadania | Uwagi            |
| ------------------ | ------------- | ----------- | ----------- | ---------------- |
| Barbara Hund       | 1959          |             | 1982        | wcześniej Niemcy |
| Monika Müller-Seps | 1986          |             | 2014        |                  |
| Tatjana Lemaczko   | 1948          | 2020        | 1977        | wcześniej Rosja  |

## Szachy korespondencyjne

### arcymistrzowie
| Zawodnicy                 | Rok urodzenia | Rok śmierci | Rok nadania | Uwagi         |
| ------------------------- | ------------- | ----------- | ----------- | ------------- |
| Philippe Berclaz          | ?             |             | 2004        |               |
| Ernst Eichhorn            | ?             |             | 1990        |               |
| Gottardo Gottardi         | 1961          |             | 1996        | + mistrz FIDE |
| Christian Issler          | 1947          |             | 2004        |               |
| Rolf Knobel               | 1963          |             | 2003        |               |
| Matthias Rüfenacht        | 1956          |             | 1993        | + mistrz FIDE |
| Josef Steiner (szachista) | 1932          | 2003        | 1973        |               |
| Anton Thaler              | ?             |             | 2004        |               |
| Bela Toth                 | ?             |             | 2004        |               |

## Rozwiązywanie zadań

### arcymistrzowie
| Zawodnicy    | Rok urodzenia | Rok śmierci | Rok nadania | Uwagi |
| ------------ | ------------- | ----------- | ----------- | ----- |
| Roland Baier | ?             |             | 1988        |       |